# Theodor Jilly
Theodor Jilly (28. července 1901 Starý Šaldorf – 18. července 1977 Klingenberg am Main) byl československý lékař a politik německé národnosti a meziválečný poslanec Národního shromáždění republiky Československé za Sudetoněmeckou stranu.

## Biografie
Narodil se v Starém Šaldorfu (dnes součást Znojma). Vychodil gymnázium v Louce u Znojma. Studoval na pražské univerzitě a Vídeňské univerzitě. Získal titul doktora medicíny. Působil pak jako všeobecný lékař ve Znojmě až do roku 1944. Už během studií ho oslovily názory Othmara Spanna.
Profesí byl lékařem. V letech 1929-1939 vedl soukromé sanatorium, které založil jeho otec. Podle údajů z roku 1935 bydlel ve Znojmě.
V parlamentních volbách v roce 1935 se stal poslancem Národního shromáždění. Poslanecké křeslo ztratil na podzim 1938 v souvislosti se změnami hranic Československa.
Zemřel roku 1977 v Klingenbergu am Main v západním Německu.